# Stenocereus pruinosus
Stenocereus pruinosus ist eine Pflanzenart aus der Gattung Stenocereus in der Familie der Kakteengewächse (Cactaceae). Das Artepitheton pruinosus stammt aus dem Lateinischen und bedeutet ‚bereift‘. Spanische Trivialnamen sind „Pitaya“, „Pitayo“ und „Pitayo de Octubre“.

## Beschreibung
Stenocereus pruinosus wächst baumförmig mit spärlich bis reich verzweigten Trieben und erreicht Wuchshöhen von 4 bis 5 Meter. Es wird meist ein deutlicher Stamm ausgebildet. Die glauken, dunkelgrünen Triebe weisen Durchmesser von 8 bis 12 Zentimeter auf. Es sind sechs (selten fünf bis acht) gewellte Rippen vorhanden. Die ein bis vier gräulichen Mitteldornen sind 2 bis 3 Zentimeter (selten bis 5 Zentimeter) lang. Die fünf bis neun (selten bis zwölf) ausstrahlenden Randdornen sind ebenfalls gräulich und meist kürzer als 15 Millimeter.
Die trichterförmigen, weißen, bis zu 9 Zentimeter langen Blüten erscheinen in der Nähe der Triebspitzen. Sie öffnen sich in der Nacht und sind bis in den nächsten Tag hinein geöffnet. Die länglichen, gelegentlich fast etwas geschnäbelten grünen bis rot überhauchten Früchte sind 5 bis 8 Zentimeter lang und erreichen einen Durchmesser von 5 Zentimeter. Das Fruchtfleisch ist rot.

## Verbreitung, Systematik und Gefährdung
Stenocereus pruinosus ist in den mexikanischen Bundesstaaten Chiapas, Guerrero, Oaxaca, Puebla, San Luis Potosí, Tamaulipas und Veracruz in Höhenlagen von 800 bis 1900 m verbreitet.
Die Erstbeschreibung als Echinocactus pruinosus erfolgte 1837 durch Ludwig Georg Karl Pfeiffer. Franz Buxbaum stellte die Art 1961 in die Gattung Stenocereus. Weitere nomenklatorische Synonyme sind Cereus pruinosus (Otto ex Pfeiff.) C.F.Först. (1846), Lemaireocereus pruinosus (Otto ex Pfeiff.) Britton & Rose (1920), Ritterocereus pruinosus (Otto ex Pfeiff.) Backeb. (1951), Rathbunia pruinosa (Otto ex Pfeiff.) P.V.Heath (1992), Griseocactus pruinosus (Otto ex Pfeiff.) Guiggi (2012), Griseocereus pruinosus (Otto ex Pfeiff.) Guiggi (2012) und Neogriseocereus pruinosus (Otto ex Pfeiff.) Guiggi (2013).
In der Roten Liste gefährdeter Arten der IUCN wird die Art als „Least Concern (LC)“, d. h. als nicht gefährdet geführt.

## Nachweise